# Volní vlastnosti
Volní vlastnosti jsou vlastnosti podmíněné vůlí člověka. Vyjadřují záměrné, cílevědomé úsilí směřující k dosažení vědomě vytčeného cíle, které je vlastní jen člověku.
Volní vlastnosti se projevují například v samoregulaci chování a jednání. Uplatňují se jak při přípravě určité činnosti, procesu rozhodování, tak při vlastním vykonávání činnosti. Pomáhají při překonávání překážek k dosažení určitého cíle. Volní vlastnosti se formují v průběhu života zejména pod vlivem výchovy.
Mezi volní vlastnosti řadíme například: odpovědnost, vytrvalost, rozvážnost, spolehlivost, sebeovládání, zásadovost, svědomitost, sebehodnocení, sebeřízení, sebekázeň, sebekritičnost, cílevědomost, samostatnost, iniciativnost a další. Každá z těchto vlastností má také svůj protipól.
Síla vůle napomáhá rovnováze citů a rozumu. Srdce i mysl potřebují mít základ v pevném „Já“. Bez vnitřní vůle a sebeovládání by tyto dvě složky osobnosti sváděly stálý vnitřní boj. Je ale nutné vědět, že je-li vytrénovaná vůle jedinou silnou stránkou osobnosti, pak je celý život podřízen vnějšímu úspěchu. Takováto vůle nebere žádný ohled na duševní potřeby člověka a stává se destruktivní silou nejen pro svého nositele.